# موضي الحمود
الدكتورة موضي عبد العزيز الحمود (1949 -)؛ سياسية كويتية، وهي وزيرة الدولة لشؤون الإسكان ووزيرة الدولة لشؤون التنمية الإدارية، ووزيرة التربية والتعليم العالي سابقًا.

## حياتها المهنية
- عملت باحثة بمراقبة إدارة العقود بديوان الموظفين 1972 - 1973.
- مدرسة بادارة الأعمال في كلية التجارة في جامعة الكويت 1979 - 1981.
- رئيسة قسم إدارة الأعمال 1980 - 1983.
- عميدة كلية التجارة والاقتصاد والعلوم السياسية 1983 - 1989.
- استاذة مساعدة في قسم إدارة الأعمال 1989 - 1994.
- نائبة مديرة الجامعة للتخطيط والتقييم 1994 - 2002.
- عضو المجلس الأعلى للتخطيط 2002.
- مديرة الجامعة العربية المفتوحة 2004.
- وزيرة دولة لشؤون الإسكان ووزيرة دولة لشؤون التنمية في مايو 2008 وفي يناير 2009.
- عضو المعهد العربي للتخطيط.
- رئيسة مجلس الامناء بمدرسة بيان ثنائية اللغة ومعهد فوزية الدولي لذوي الاحتياجات الخاصة.[2][3][4]
- منسقة عامة لمنتدى التنمية لدول الخليج العربي.[5]
- عضو مجلس الأمناء في كلية ماستريخت لادارة الأعمال.
- خبيرة معتمدة في مركز التحكيم التجاري لمجلس التعاون لدول الخليج العربية.
- عضو بجمعية الصداقة الكويتية الدولية.
- اصدرت عددا من الكتب والابحاث غالبيتها ترتبط بالإدارة وما يتفرع عنها من اختصاصات.
- شاركت بعضوية المجالس واللجان الاستشارية والتخصصية وعلى عدة مستويات.

## وصلات خارجية
- موضي عبد العزيز الحمود
- موقع وزارة التربية